# 鳥栖市

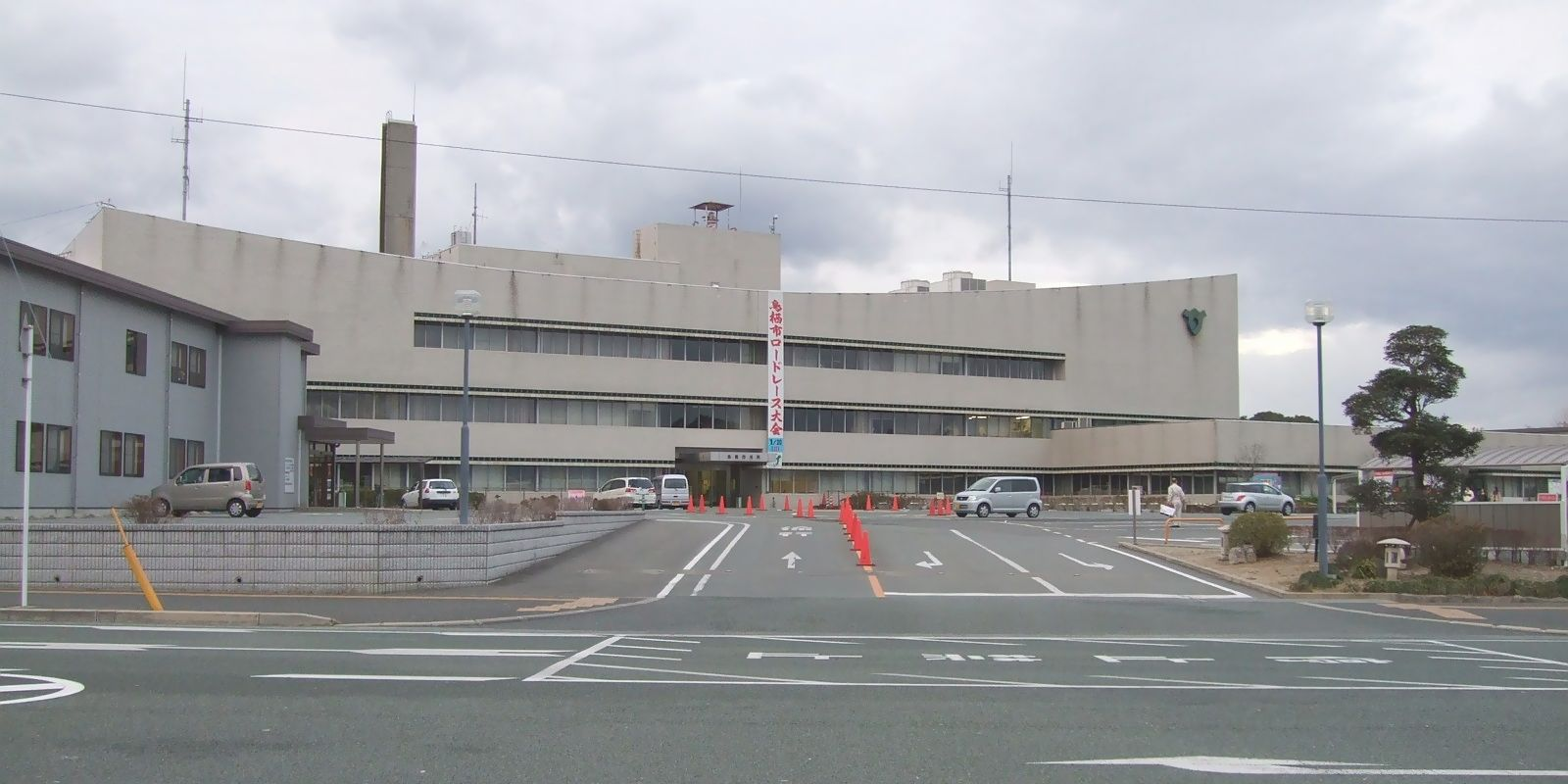
鳥栖市役所旧庁舎

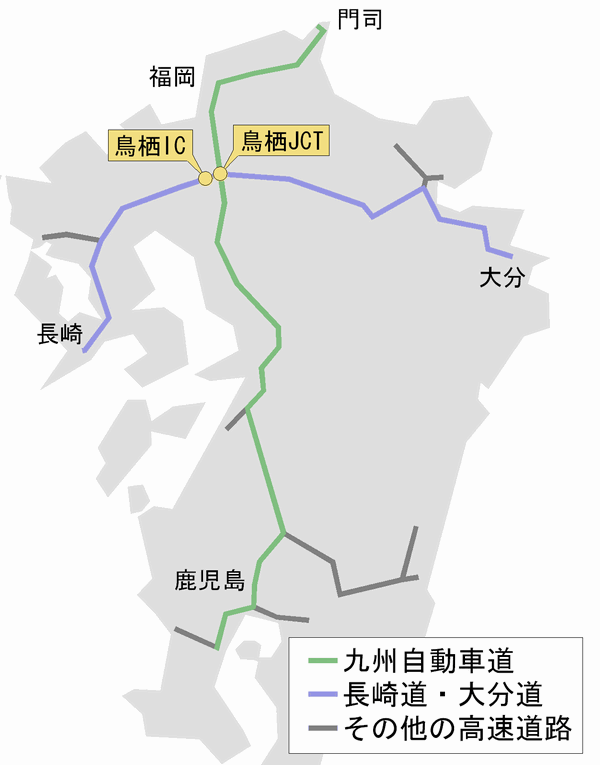
鳥栖ジャンクションの位置

鳥栖市（とすし）は、佐賀県の最東端に位置する市である。九州陸路交通の要衝であり、佐賀市、唐津市に次いで佐賀県では第3位の人口を擁している。鳥栖都市圏の中心都市である。1954年（昭和29年）市制施行。

## 概要
九州の陸上交通網において、福岡県・熊本県・宮崎県・鹿児島県を結ぶ南北軸（九州縦貫自動車道・国道3号・鹿児島本線・九州新幹線）と、長崎県・大分県を結ぶ東西軸（九州横断自動車道長崎大分線・国道34号・国道500号・長崎本線）の交点に位置し、国道や鉄道の結節点にあるため、物流施設の集積地でもある。佐賀県における人口規模は佐賀市・唐津市に次ぐ第3位だが、人口密度は県内の自治体で第1位で、唯一の4桁台(1000人/km²)となっている。
鳥栖ジャンクションがあり、2011年（平成23年）には九州新幹線の全線開業に合わせて新鳥栖駅が完成した。交通の利便性から企業進出が相次いでおり、人口増加が顕著である。
日本四大売薬の一つとして知られる田代売薬が栄えた土地である。鳥栖市に本社を置く久光製薬は田代売薬を祖とする企業である。
九州で唯一の地方競馬場である佐賀競馬場がある。日本プロサッカーリーグ（Jリーグ）に加盟するサガン鳥栖のホームタウンであり、JR鳥栖駅東側に駅前不動産スタジアムがある。
東洋経済オンラインの「住みよさランキング」では上位にランクインすることが多く、2010年（平成22年）は九州ブロックで1位、全国総合ランキングで4位となった。

## 地理

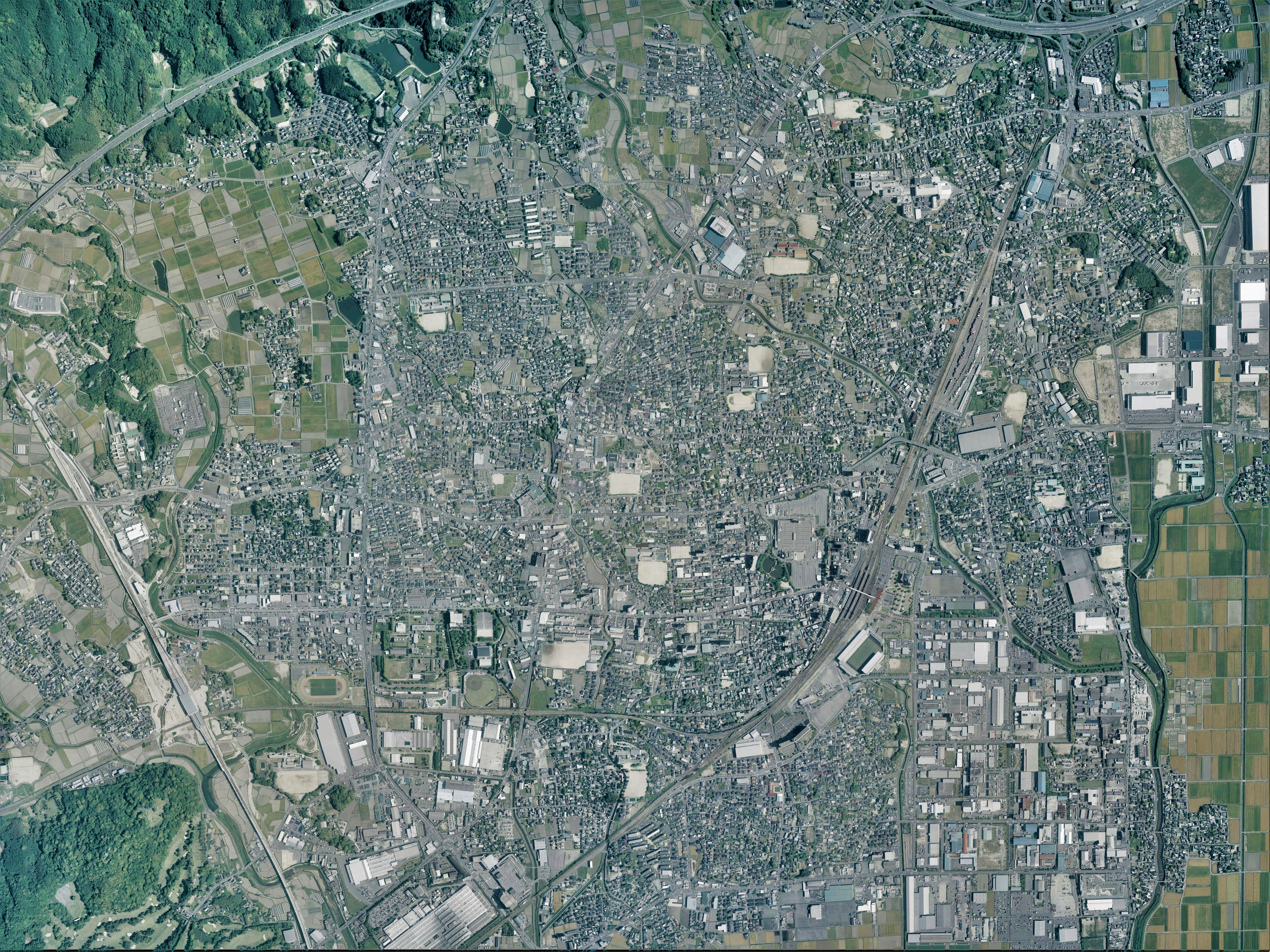
鳥栖市中心部周辺の空中写真。
2010年5月17日撮影の15枚を合成作成。。

筑紫平野（佐賀平野）に位置し、南の境を筑後川が流れる。低地は水田に利用され、その中に市街地がある。北西部は脊振山地の東部にあたる。市外局番は0942（福岡県久留米MA:全域）。
- 山：九千部山（848メートル）、石谷山（754メートル）、城山（501メートル）、群石山（201.1メートル）、朝日山（132.9メートル）、雲野尾峠（400.1メートル）
- 川：筑後川、宝満川、安良川、大木川、山下川、秋光川、浦田川、本川川、前川、轟川、薬師川、宿川、重川
- ダム：河内ダム
- 溜池:蔵土溜池・蔵上溜池・宿溜池・池田上溜池・池田下溜池・古野溜池・原古賀上溜池・原古賀下溜池・古賀第1溜池・古賀第2溜池・第1国泰寺溜池・第2国泰寺溜池
- 滝: 御手洗の滝

### 隣接している自治体
- 福岡県
  - 久留米市
  - 小郡市
  - 筑紫野市
  - 那珂川市
- 佐賀県
  - 三養基郡基山町
  - 三養基郡みやき町

### 人口
| |                                        |  |
| 鳥栖市と全国の年齢別人口分布（2005年） | 鳥栖市の年齢・男女別人口分布（2005年） |  |
| ■紫色 ― 鳥栖市 ■緑色 ― 日本全国 | ■青色 ― 男性 ■赤色 ― 女性              |  |
| 鳥栖市（に相当する地域）の人口の推移 \| 1970年（昭和45年） \| 47,369人 \| \| \| 1975年（昭和50年） \| 50,733人 \| \| \| 1980年（昭和55年） \| 54,254人 \| \| \| 1985年（昭和60年） \| 55,791人 \| \| \| 1990年（平成2年） \| 55,877人 \| \| \| 1995年（平成7年） \| 57,414人 \| \| \| 2000年（平成12年） \| 60,726人 \| \| \| 2005年（平成17年） \| 64,723人 \| \| \| 2010年（平成22年） \| 69,074人 \| \| \| 2015年（平成27年） \| 72,902人 \| \| \| 2020年（令和2年） \| 74,196人 \| \| |                                        |  |
| 総務省統計局 国勢調査より |                                        |  |
| 1970年（昭和45年） | 47,369人                               |  |
| 1975年（昭和50年） | 50,733人                               |  |
| 1980年（昭和55年） | 54,254人                               |  |
| 1985年（昭和60年） | 55,791人                               |  |
| 1990年（平成2年） | 55,877人                               |  |
| 1995年（平成7年） | 57,414人                               |  |
| 2000年（平成12年） | 60,726人                               |  |
| 2005年（平成17年） | 64,723人                               |  |
| 2010年（平成22年） | 69,074人                               |  |
| 2015年（平成27年） | 72,902人                               |  |
| 2020年（令和2年） | 74,196人                               |  |

### 町名
鳥栖市の地名を参照されたい。

## 歴史

### 古代から江戸時代まで
「魏志倭人伝」の「對蘇（ツサ）」は鳥栖を指す可能性が高い。
鳥栖の歴史は古く、ヤマト政権には既に「鳥巣（とりのす）」と読まれていた。
古文書「肥前国風土記」によると「応神天皇の御代、この地に鳥屋が置かれた」とあり、この地で様々な鳥を飼育して献上していたことから「鳥巣」と称していたが、これが後に「鳥栖」に転化したという。
鳥屋が多かったことから、古くから養鶏の盛んな土地であった。

### 江戸時代
藩政において、現在の市域東部は対馬府中藩の飛び地で「田代領」と呼ばれ、長崎街道田代宿の宿場町であった。又、鳥栖市街地には、同じく長崎街道轟木宿の宿場が置かれていた。
田代宿には、対馬府中藩の米倉や代官所が設置されていた。また、朝鮮通信使の立ち寄る場所であり、応接の為の施設も備えられた。藩主の宗氏が、朝鮮との貿易で朝鮮から輸入した漢方薬の実物と知識が豊富に供給された事と、収入源を確保する目的から、領民には薬の製造を副業とする者が増え、次第に他領でも行商するようになった。江戸時代後期には日本四大売薬の一つと数えられ、九州の薬商の大半を田代産の薬が占める程であった。

### 明治期から第二次世界大戦まで
佐賀の乱や西南戦争時に薬が不足したことをきっかけに製薬業の拡大がみられた。日清戦争期には、現在の久光製薬などが「佐世保や広島といった軍都に近い」地の利を活かして販路を拡大させている。また、江戸時代から続いた綿織物生産は生糸生産に代わり、養蚕が盛んになった。
後述する鉄道網の整備により、大正から昭和初期にかけて製糸工場（養蚕業）や製粉工場（当時裏作として小麦を生産していた）が開業したものの、第二次世界大戦時には戦況悪化による衰退がみられた。
交通都市としての発展もみられ、鉄道網としては九州鉄道の最初の区間として博多から筑後川北岸まで開通した（現在の鹿児島本線、1889年（明治22年））のを始め、1891年（明治24年）には佐賀、1898年（明治31年）には長崎・佐世保方面（現在の長崎本線・佐世保線・大村線）までが開業し、1934年（昭和9年）の久大本線全通をもって東西南北へと整備された。最盛期の1948年（昭和23年）頃には「鉄道の町」「煤煙の町」と称されるほどであった。
- 1874年（明治7年） - 佐賀の乱が勃発。市内朝日山において、政府軍と反乱軍の戦闘が行われた。
- 1889年（明治22年）4月1日 - 町村制により、以下の各村が発足。
  - 養父郡：轟木村・麓村・旭村
  - 基肄郡：田代村・基里村
- 1896年（明治29年）3月26日 - 郡制施行により、上記各村は全て三養基郡に属する。
- 1907年（明治40年）3月19日 - 轟木村が町制を施行し、鳥栖町となる。
- 1936年（昭和11年）2月11日 - 田代村が町制施行し、田代町となる。

### 第二次世界大戦後
1954年（昭和29年）4月には鳥栖町・田代町・麓村・基里村・旭村の2町3村が合併し鳥栖市が成立。「鉄道の町」としての機能を失いつつあったのに対し、道路網の整備が進められ（1960年（昭和35年）の国道34号改良、1972年（昭和47年）の鳥栖筑紫野道路開通、1973年（昭和48年）の鳥栖ジャンクション開通）、交通都市としての性質も変化した。
文字通り「交通都市」となった鳥栖市は、地の利を活かした企業誘致を進めたことにより、工業都市としても発展を続けた。現在は物流拠点としての整備も進められている。
- 1949年（昭和24年） - 昭和天皇の戦後巡幸。日清製粉鳥栖工場を視察（工場は基里村にあったが鳥栖工場とされていた）[5]。
- 1954年（昭和29年）4月1日 - 鳥栖町、田代町、基里村、麓村、旭村が対等合併して市制を施行し、鳥栖市が発足。
- 1961年（昭和36年） - 鳥栖駅を含む鹿児島本線門司港-久留米間が電化開通。昭和30年代、鳥栖機関区は従業員約700人・在籍機関車50両以上と全盛期を迎える。
- 1962年（昭和37年） - 「轟木工業団地」造成開始。企業誘致が活発化し1967年には製造出荷額で佐賀市を抜いて県内で1位になる。
- 1965年（昭和40年） - 国立九州工業技術試験所（現在の産総研九州センター）開所
- 1972年（昭和47年） - 鳥栖筑紫野有料道路が完成
- 1973年（昭和48年） - 鳥栖インターチェンジ - 鳥栖ジャンクション - 南関インターチェンジが開通
- 1976年（昭和51年） - 佐賀県で第31回国民体育大会（若楠国体）開催。鳥栖市ではバレーボールと馬術を実施。女子バレーボール（成年女子）で久光製薬バレー部が優勝。
- 1978年（昭和53年） - 流通・製造の拠点「鳥栖商工団地」の分譲開始（1980年流通部門用地完売、1987年全区画完売）
- 1984年（昭和59年） - 鳥栖駅操車場（ヤード）廃止
- 1985年（昭和60年） - 佐賀大和IC-鳥栖JCTが開通
- 1987年（昭和62年） - 九州横断自動車道・鳥栖-朝倉間開通、ジャンクション全面供用開始
- 1990年（平成2年） - 「鳥栖西部工業団地」完成
- 1993年（平成5年） - 鳥栖北部丘陵新都市「弥生が丘」の開発開始（1998年住宅分譲開始）
- 1994年（平成6年） - PJMフューチャーズ（後の鳥栖フューチャーズ）が鳥栖市に移転。鳥栖市のプロサッカーチームの歴史が始まる。
- 1996年（平成8年） - 鳥栖スタジアム完成
- 1997年（平成13年） - 鳥栖フューチャーズが解散。同年中にサガン鳥栖が新たに創設される。
- 2001年（平成13年） - JR鹿児島本線に弥生が丘駅が開設
- 2004年（平成16年） - 鳥栖プレミアム・アウトレット開業
- 2006年（平成18年） - 物流団地　「グリーン・ロジスティクス・パーク鳥栖」分譲開始（2013年完売）、佐賀県立九州シンクロトロン光研究センター開所
- 2011年（平成23年） - 九州新幹線鹿児島ルート・新鳥栖駅が開業
- 2013年（平成25年） - 九州国際重粒子線がん治療センター（愛称・サガハイマット）開設
- 2023年（令和5年）5月7日 - 市役所新庁舎落成式[6]（5月8日から業務開始[7]）。

### 行政区域変遷
- 変遷の年表

| 鳥栖市市域の変遷（年表） | 鳥栖市市域の変遷（年表） | 鳥栖市市域の変遷（年表） |
| 年                       | 月日                     | 旧鳥栖市市域に関連する行政区域変遷 |
| ------------------------ | ------------------------ | --- |
| 1889年（明治22年）       | 4月1日                   | 町村制施行により、以下の村がそれぞれ発足。 - 養父郡 - 轟木村 ← 轟木村・藤木村・真木村・鳥栖村 - 麓村 ← 宿村・山浦村・立石村・牛原村 - 旭村 ← 江島村・儀徳村・下野村 - 三根郡 - 田代村 ← 田代村・永吉村・柚比村・神辺村・萱方村 - 基里村 ← 酒井東村・酒井西村・姫方村・飯田村 |
| 1896年（明治29年）       | 3月26日                  | 養父郡・三根郡と基肄郡とともに合併し三養基郡が発足。 |
| 1907年（明治40年）       | 3月19日                  | 轟木村は町制施行・改称し、鳥栖町になる。 |
| 1936年（昭和11年）       | 4月1日                   | 田代村は町制施行し、田代町になる。 |
| 1954年（昭和29年）       | 4月1日                   | 鳥栖町・田代町・基里村・麓村・旭村とともに合併し鳥栖市が発足。 |

- 変遷表

| 鳥栖市市域の変遷表 | 鳥栖市市域の変遷表 | 鳥栖市市域の変遷表 | 鳥栖市市域の変遷表           | 鳥栖市市域の変遷表                | 鳥栖市市域の変遷表    | 鳥栖市市域の変遷表 | 鳥栖市市域の変遷表 |
| 1868年 以前        | 1868年 以前        | 明治22年 4月1日    | 明治22年 - 昭和19年          | 明治22年 - 昭和19年               | 昭和20年 - 昭和64年   | 平成元年 - 現在    | 現在               |
| ------------------ | ------------------ | ------------------ | ---------------------------- | --------------------------------- | --------------------- | ------------------ | ------------------ |
| 養父郡             | 轟木村             | 轟木村             | 明治29年3月26日 三養基郡発足 | 明治40年3月19日 鳥栖町に 町制改称 | 昭和29年4月1日 鳥栖市 | 鳥栖市             | 鳥栖市             |
| 養父郡             | 藤木村             | 轟木村             | 明治29年3月26日 三養基郡発足 | 明治40年3月19日 鳥栖町に 町制改称 | 昭和29年4月1日 鳥栖市 | 鳥栖市             | 鳥栖市             |
| 養父郡             | 真木村             | 轟木村             | 明治29年3月26日 三養基郡発足 | 明治40年3月19日 鳥栖町に 町制改称 | 昭和29年4月1日 鳥栖市 | 鳥栖市             | 鳥栖市             |
| 養父郡             | 鳥栖村             | 轟木村             | 明治29年3月26日 三養基郡発足 | 明治40年3月19日 鳥栖町に 町制改称 | 昭和29年4月1日 鳥栖市 | 鳥栖市             | 鳥栖市             |
| 養父郡             | 宿村               | 麓村               | 明治29年3月26日 三養基郡発足 | 麓村                              | 昭和29年4月1日 鳥栖市 | 鳥栖市             | 鳥栖市             |
| 養父郡             | 山浦村             | 麓村               | 明治29年3月26日 三養基郡発足 | 麓村                              | 昭和29年4月1日 鳥栖市 | 鳥栖市             | 鳥栖市             |
| 養父郡             | 立石村             | 麓村               | 明治29年3月26日 三養基郡発足 | 麓村                              | 昭和29年4月1日 鳥栖市 | 鳥栖市             | 鳥栖市             |
| 養父郡             | 牛原村             | 麓村               | 明治29年3月26日 三養基郡発足 | 麓村                              | 昭和29年4月1日 鳥栖市 | 鳥栖市             | 鳥栖市             |
| 養父郡             | 江島村             | 旭村               | 明治29年3月26日 三養基郡発足 | 旭村                              | 昭和29年4月1日 鳥栖市 | 鳥栖市             | 鳥栖市             |
| 養父郡             | 儀徳村             | 旭村               | 明治29年3月26日 三養基郡発足 | 旭村                              | 昭和29年4月1日 鳥栖市 | 鳥栖市             | 鳥栖市             |
| 養父郡             | 下野村             | 旭村               | 明治29年3月26日 三養基郡発足 | 旭村                              | 昭和29年4月1日 鳥栖市 | 鳥栖市             | 鳥栖市             |
| 基肄郡             | 田代村             | 田代村             | 明治29年3月26日 三養基郡発足 | 昭和11年2月11日 町制              | 昭和29年4月1日 鳥栖市 | 鳥栖市             | 鳥栖市             |
| 基肄郡             | 永吉村             | 田代村             | 明治29年3月26日 三養基郡発足 | 昭和11年2月11日 町制              | 昭和29年4月1日 鳥栖市 | 鳥栖市             | 鳥栖市             |
| 基肄郡             | 柚比村             | 田代村             | 明治29年3月26日 三養基郡発足 | 昭和11年2月11日 町制              | 昭和29年4月1日 鳥栖市 | 鳥栖市             | 鳥栖市             |
| 基肄郡             | 神辺村             | 田代村             | 明治29年3月26日 三養基郡発足 | 昭和11年2月11日 町制              | 昭和29年4月1日 鳥栖市 | 鳥栖市             | 鳥栖市             |
| 基肄郡             | 萱方村             | 田代村             | 明治29年3月26日 三養基郡発足 | 昭和11年2月11日 町制              | 昭和29年4月1日 鳥栖市 | 鳥栖市             | 鳥栖市             |
| 基肄郡             | 酒井東村           | 基里村             | 明治29年3月26日 三養基郡発足 | 基里村                            | 昭和29年4月1日 鳥栖市 | 鳥栖市             | 鳥栖市             |
| 基肄郡             | 酒井西村           | 基里村             | 明治29年3月26日 三養基郡発足 | 基里村                            | 昭和29年4月1日 鳥栖市 | 鳥栖市             | 鳥栖市             |
| 基肄郡             | 姫方村             | 基里村             | 明治29年3月26日 三養基郡発足 | 基里村                            | 昭和29年4月1日 鳥栖市 | 鳥栖市             | 鳥栖市             |
| 基肄郡             | 飯田村             | 基里村             | 明治29年3月26日 三養基郡発足 | 基里村                            | 昭和29年4月1日 鳥栖市 | 鳥栖市             | 鳥栖市             |
| 基肄郡             | 酒井東村の一部     | 基山村 の編入      | 明治29年3月26日 三養基郡発足 | 昭和14年1月1日 町制               | 昭和34年 鳥栖市の編入 | 鳥栖市             | 鳥栖市             |

## 行政

### 市長
- 向門慶人（2023年3月15日就任、1期目）

歴代市長
| 代   | 氏名     | 就任          | 退任          |
| ---- | -------- | ------------- | ------------- |
| 初代 | 海口守三 | 1954年5月18日 | 1965年        |
| 2代  | 安原謙市 | 1965年4月17日 | 1970年        |
| 3代  | 原忠實   | 1970年1月25日 | 1987年        |
| 4代  | 山下英雄 | 1987年3月15日 | 1999年3月14日 |
| 5代  | 牟田秀敏 | 1999年3月15日 | 2007年3月14日 |
| 6代  | 橋本康志 | 2007年3月15日 | 2023年3月14日 |
| 7代  | 向門慶人 | 2023年3月15日 |               |

### 国際親善姉妹都市
- ツァイツ市（ドイツ連邦共和国 ザクセンアンハルト州）

### マスコットキャラクター
とっとちゃん
2004年（平成16年）4月1日から鳥栖市のマスコットキャラクター。

### 治安・防衛
警察
- 鳥栖警察署

自衛隊
- 陸上自衛隊西部方面隊
  - 鳥栖分屯地

### 消防
- 鳥栖・三養基地区消防事務組合消防本部

### 国家機関
- 独立行政法人産業技術総合研究所九州センター：鳥栖市宿町
- 麓刑務所（女子収容施設）：鳥栖市山浦町

## 議会

### 鳥栖市議会
- 定数：22[14]
- 会派別議席数[15]
  - 自民党鳥和会：10人
  - 新風クラブ：4人
  - 社会民主党・小さな声の会：3人
  - 公明党：2人
  - 共産党議員団：2人
  - 基の会：1人

### 佐賀県議会
- 選挙区：鳥栖市選挙区
- 定数：3人
- 任期：2019年4月30日 - 2023年4月29日
- 投票日：2019年4月7日
- 当日有権者数：57,177人
- 投票率：42.49％

| 候補者名 | 当落 | 年齢 | 党派名     | 新旧別 | 得票数  |
| -------- | ---- | ---- | ---------- | ------ | ------- |
| 中村圭一 | 当   | 49   | 無所属     | 新     | 7,283票 |
| 下田寛   | 当   | 39   | 国民民主党 | 新     | 6,252票 |
| 向門慶人 | 当   | 48   | 自由民主党 | 現     | 5,268票 |
| 指山清範 | 落   | 53   | 自由民主党 | 現     | 5,261票 |

### 衆議院
- 選挙区：佐賀1区（佐賀市、鳥栖市、神埼市、神埼郡、三養基郡）
- 任期：2021年10月31日 - 2025年10月30日
- 投票日：2021年10月31日
- 当日有権者数：333,718人
- 投票率：56.20％

| 当落 | 候補者名 | 年齢 | 所属党派   | 新旧別 | 得票数   | 重複 |
| ---- | -------- | ---- | ---------- | ------ | -------- | ---- |
| 当   | 原口一博 | 62   | 立憲民主党 | 前     | 92,452票 | ○    |
| 比当 | 岩田和親 | 48   | 自由民主党 | 前     | 92,319票 | ○    |

## 産業
2004年（平成16年）には鳥栖プレミアム・アウトレット、2006年（平成18年）には九州シンクロトロン光研究センターなどが進出したほか、産業技術総合研究所の九州センターが設置されており、九州における産学官連携の中核としての機能を果している。2013年（平成25年）には九州初となる重粒子線がん治療施設である九州国際重粒子線がん治療センターが開業した。

### 鳥栖市に本社を置く企業
- 久光製薬 本店・九州本社・鳥栖工場
- ヨコオ - 鶏肉加工品メーカー。三瀬ルベール牧場 どんぐり村を設立・運営している。
- 森永デザート
- サガンドリームス
- ミズホメディー

### 鳥栖市に工場・事業所を置く企業
- アイリスオーヤマ鳥栖工場
- アサヒ衛陶九州支店
- あじかん鳥栖工場
- キーコーヒー鳥栖工場
- キユーピー鳥栖工場
- コカ・コーラボトラーズジャパン鳥栖工場
- 九州セキスイハイム工業
- 東洋新薬鳥栖本部・工場
- トーホー鳥栖コーヒー工場
- 日清製粉鳥栖工場
- パナソニック システムネットワークス佐賀事業場
- フランスベッド九州工場
- ブリヂストン鳥栖工場
- ブリヂストンサイクル旭工場
- ブリヂストンプラントエンジニアリング村田工場
- 毎日新聞西部本社九州センター鳥栖印刷工場 - 毎日新聞・スポーツニッポンを印刷している他、産経新聞九州・山口版・九州スポーツを受託印刷している。
- 山下医科器械九州物流センター
- 読売新聞西部本社鳥栖印刷工場（プリントメディア西部鳥栖工場） - 読売新聞・スポーツ報知を印刷
- アマゾン・ジャパン鳥栖物流センター
- アサヒビール新九州工場(仮称)-博多工場の移転先として2026年操業開始予定

### 鳥栖市に工場・事業所を置いていた企業
- リンガーハット鳥栖工場 - 1977年より食品加工工場が存在したが、新工場建設（佐賀県神埼郡吉野ヶ里町）により閉鎖

## 教育

### 短期大学
- 九州龍谷短期大学

### 専修学校
- 九州医療専門学校
- 鳥栖三養基医師会立看護高等専修学校

### 高等学校
- 佐賀県立鳥栖高等学校
- 佐賀県立鳥栖工業高等学校
- 佐賀県立鳥栖商業高等学校

### 中学校
- 佐賀県立香楠中学校
- 鳥栖市立鳥栖中学校
- 鳥栖市立鳥栖西中学校
- 鳥栖市立田代中学校
- 鳥栖市立基里中学校

### 小学校
- 鳥栖市立鳥栖小学校
- 鳥栖市立鳥栖北小学校
- 鳥栖市立田代小学校
- 鳥栖市立基里小学校
- 鳥栖市立麓小学校
- 鳥栖市立弥生が丘小学校
- 鳥栖市立旭小学校
- 鳥栖市立若葉小学校

### 自動車教習所
- 南鳥栖自動車学院
- 鳥栖自動車学校

## 交通

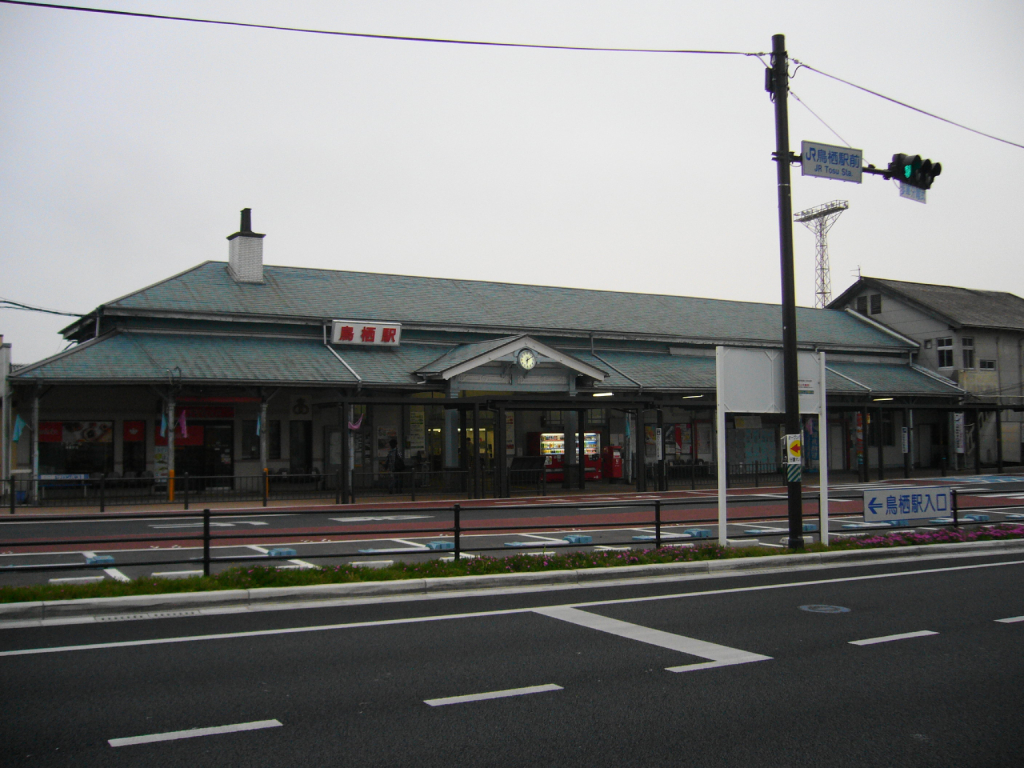
鳥栖駅

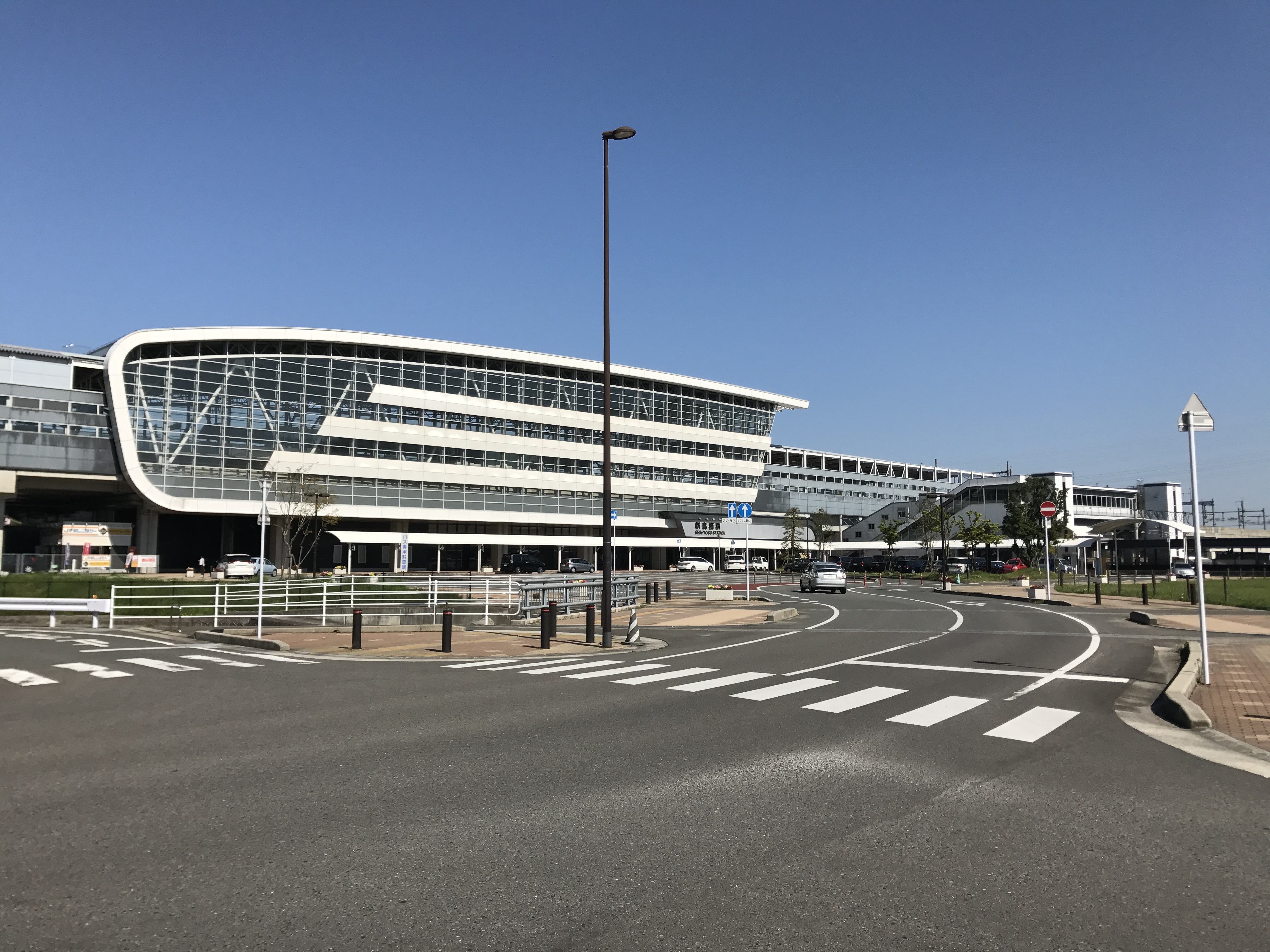
新鳥栖駅

### 鉄道
九州旅客鉄道（JR九州）
- ■九州新幹線
  - 新鳥栖駅

- ■鹿児島本線
  - 弥生が丘駅 - 田代駅 - 鳥栖駅 - 肥前旭駅

- ■長崎本線
  - 鳥栖駅 - 新鳥栖駅 - 肥前麓駅

1889年に九州初の鉄道である九州鉄道（初代）が開業した際、現在の鳥栖市域に田代駅、鳥栖駅、千歳川仮停車場が設置され、約3か月間で廃止された千歳川仮停車場を除く2駅は現存する九州最古の駅でもある。
市の中心駅は鳥栖駅。
なお、西鉄天神大牟田線・甘木鉄道甘木線は鳥栖市内は通らないものの、隣の福岡県小郡市域内で鳥栖市域に近い場所を通っており、鳥栖市域東端部の一部の地域では小郡市内にある甘木鉄道小郡駅・西鉄小郡駅・端間駅・味坂駅が最寄り駅となる。

### 路線バス
- 西鉄バス（一般路線） - 西鉄バス佐賀が運行する。鳥栖駅および西鉄鳥栖（西鉄バス佐賀鳥栖支社）を拠点として運行され、市内北端・北西端・西端・南端の地域とを結ぶ市内線と、鳥栖市近隣の久留米市・小郡市・みやき町・吉野ヶ里町・神埼市とを結ぶ広域線がある。
  - 1,2,3,5,6：鳥栖市内線
  - 10：西鉄鳥栖 - 鳥栖駅前 - 高田 - 西鉄久留米 - JR久留米駅
  - 20,30：鳥栖駅前 - 鳥栖プレミアム・アウトレット - 弥生が丘駅 - 幡崎 - 西鉄小郡駅
  - 41：鳥栖駅 - 西鉄鳥栖 - 麓駅 - 綾部 - 中原駅前 - 国立東佐賀病院 - 千栗 - JR久留米駅 - 西鉄久留米
  - 43：鳥栖駅 - 西鉄鳥栖 - 村田 - 中原 - 目達原 - 神埼駅
- 鳥栖市ミニバス - 2009年10月1日より主に西鉄バス路線のない地域で鳥栖市が運行しているコミュニティバスで、鳥栖構内タクシー、久留米西鉄タクシーに運行委託している。鳥栖駅前にある商業施設「フレスポ鳥栖」を拠点として鳥栖駅の周辺を運行する路線が3路線、肥前旭駅に近いマックスバリュ鳥栖村田店を拠点として肥前旭駅の周辺を運行する路線が1路線ある。いずれも曜日を限定して運行される。
- 高速バス - 鳥栖市中心部発着の高速バスはないが、長崎自動車道の神辺バスストップ（高速鳥栖神辺バス停）があり、福岡市中心部・福岡空港・佐賀市との間を結ぶ高速バス「わかくす号」が停車する。また、鳥栖プレミアム・アウトレットと福岡市の西鉄天神高速バスターミナルを結ぶ高速バスが運行されている。

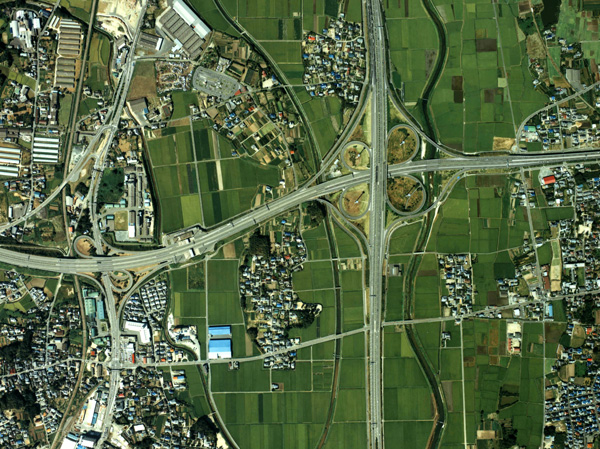
鳥栖ジャンクション、

### 道路
高速道路
- 九州自動車道：鳥栖JCT、鳥栖IC、小郡鳥栖南SIC
- 長崎自動車道：鳥栖JCT、鳥栖IC
- 大分自動車道：鳥栖JCT

一般国道
- 国道3号（上り福岡・小倉方面、下り熊本方面）
- 国道34号（佐賀・長崎方面）
- 国道500号（日田・大分方面。日田から国道210号で大分へ）

主要地方道
- 県道14号鳥栖朝倉線
- 県道17号久留米基山筑紫野線
- 県道31号佐賀川久保鳥栖線

一般県道
- 佐賀県道145号江口長門石江島線
- 佐賀県道205号鳥栖田代線
- 佐賀県道221号肥前麓停車場線
- 佐賀県道246号鳥栖停車場曽根崎線
- 佐賀県道302号肥前旭停車場線
- 佐賀県道329号九千部山公園線
- 佐賀県道336号中原鳥栖線
- 佐賀県道348号新鳥栖停車場線

## 名所・旧跡・観光スポット・祭事・催事

### 名所・旧跡
- 朝日山城址
- 勝尾城筑紫氏遺跡
- 駅前不動産スタジアム (鳥栖スタジアム)
- サンメッセ鳥栖 - 月光の夏で有名なドイツのフッペル（Hupfer）製のピアノが展示してある。

### 観光スポット
- 佐賀競馬場（地方競馬）
- 朝日山公園
- 鳥栖プレミアム・アウトレット
- 河内ダム周辺
  - とりごえ温泉 栖の宿
  - 市民の森
  - 河内河川プール
- 四阿屋（あずまや）神社
- 御手洗（おちょうず）の滝
  - 沼川河川プール
- 杓子ヶ峰
- 田代公園
- 九千部山
  - 九州自然歩道
- 中冨記念くすり博物館

### 祭事・行事
- とす弥生まつり（3月の最終日曜日）
- 花の日（5月4日）
- 鳥の日（5月10日から16日までの間の日曜日）
- まつり鳥栖（7月最終日曜日）
- 鳥栖祇園山笠（夏休み最初の土・日曜日）
- 土曜夜市（7月下旬の土曜日）
- 『九州まん祭』（2010年〈平成22年〉は5月8、9日）

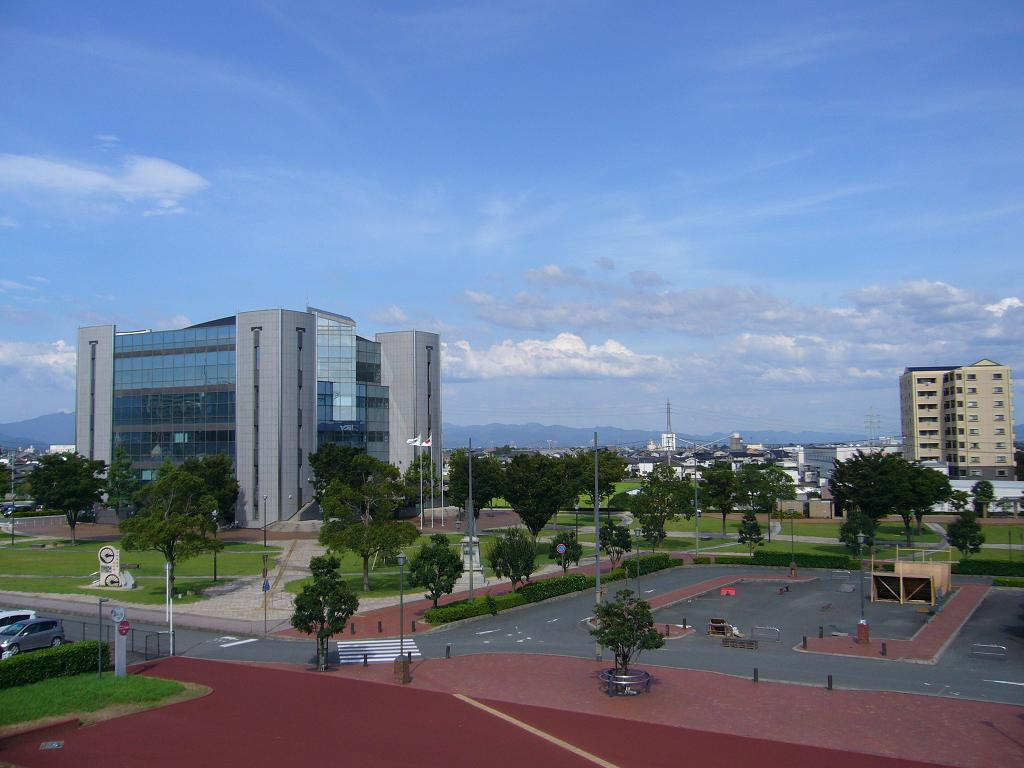
サンメッセ鳥栖と芝生広場
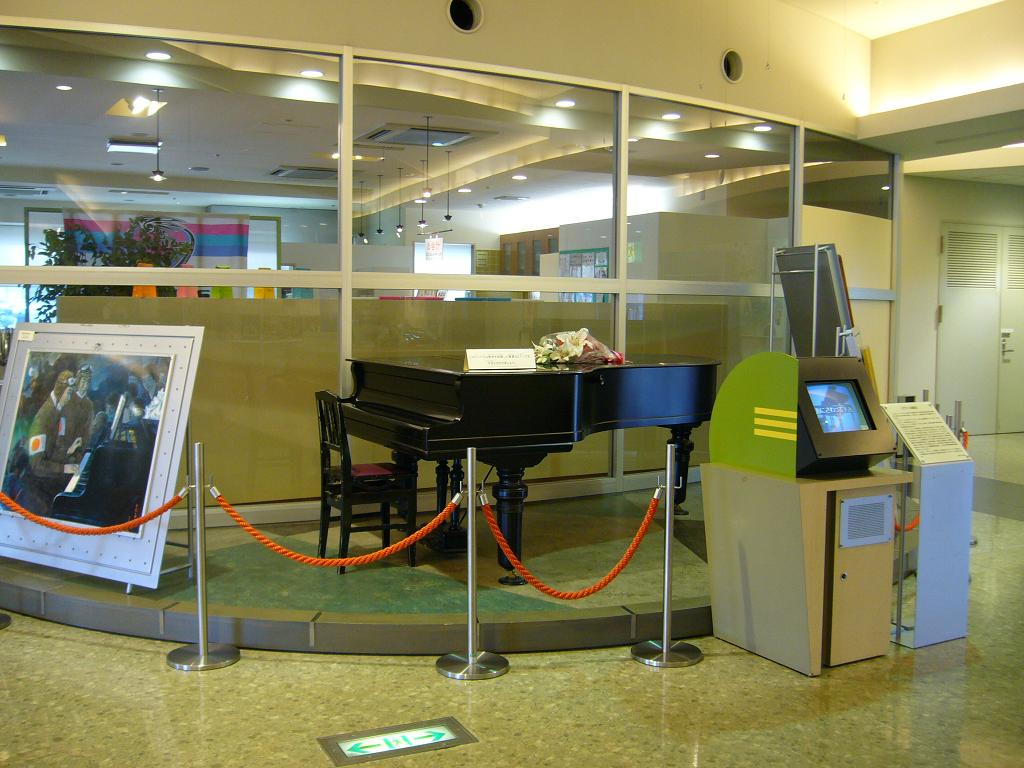
フッペル社製のピアノ（サンメッセ鳥栖内）
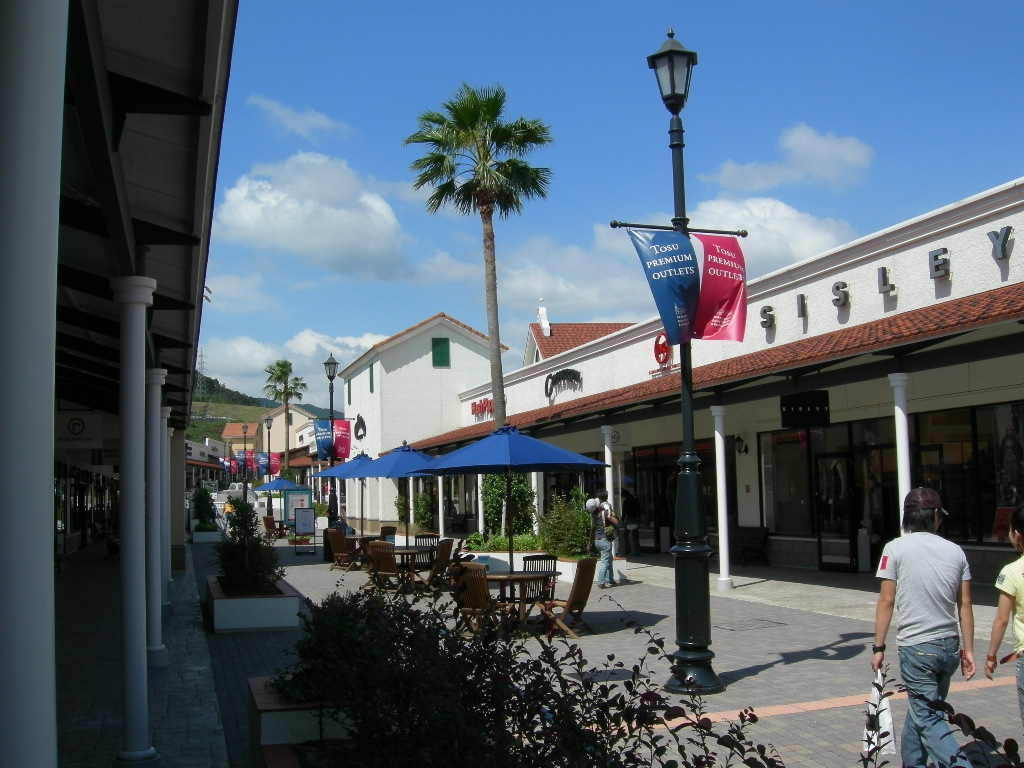
鳥栖プレミアム・アウトレット（内部）
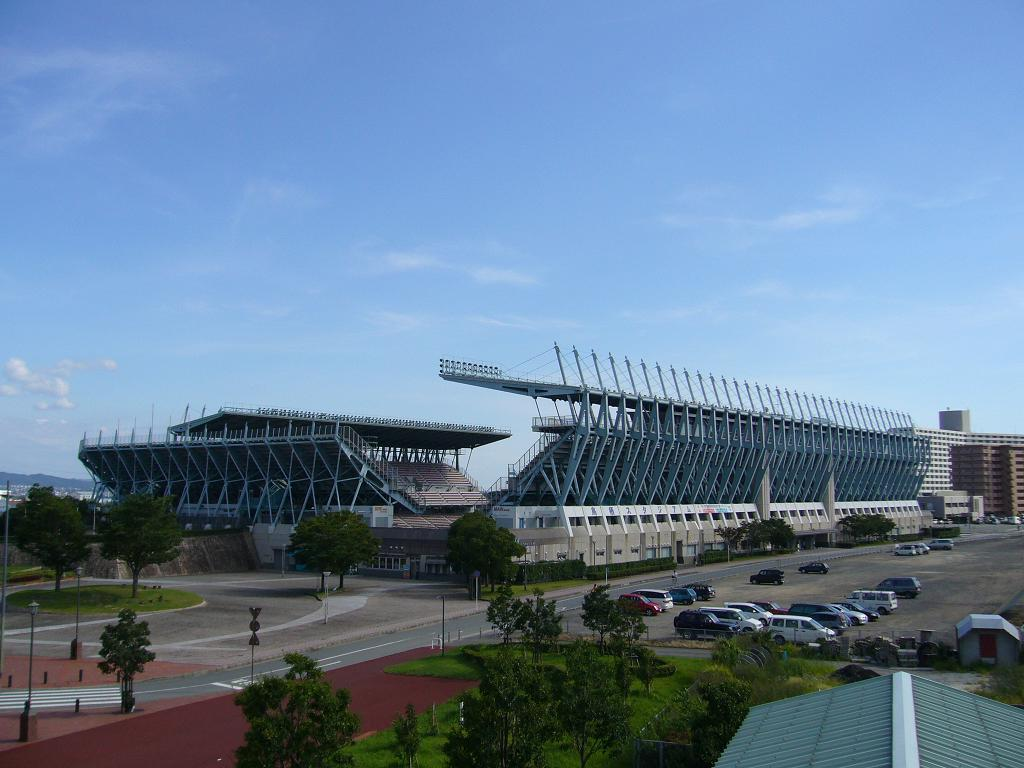
駅前不動産スタジアム

## 市民憲章
昭和59年4月1日に制定。公募により集まった38件の中から佐賀県立鳥栖高等学校教諭の小林肇のものが最優秀賞を受賞し、「鳥栖市民憲章」として採用された。市民憲章が彫られて石碑が市役所の前に建てられている。
わたくしたち鳥栖市民は、九千部の山なみや筑後川の、清く美しい自然との調和をはかり、さらに交通の要所としての機能を生かし、力強く未来に向ってすすみます。
- 自然を愛し、住みよいまちをつくります。
- きまりを守り、平和で明るいまちをつくります。
- ふれあいを大切にし、思いやりのあるまちをつくります。
- 教養を高め、文化のかおるまちをつくります。
- 働くことを喜び、活力あるまちをつくります。

## 娯楽

### スポーツ
- サガン鳥栖 - 日本プロサッカーリーグ（Jリーグ）。
- 久光スプリングス - バレーボールVリーグ。過去にスプリングアタッカーズ（基母体はダイエー「オレンジアタッカーズ」）のスポンサーとなった経緯もあり、現在は神戸市との「ダブルフランチャイズ」扱いとなっている。

過去存在したスポーツチーム
- 鳥栖フューチャーズ - サッカークラブ。1997年（平成9年）解散。

### 過去にあった映画館
※現在は鳥栖市内に映画館はない
- 鳥栖東映劇場 - 1950年代～1970年代
- 鳥栖銀星映劇 - 1953年～1980年代

## 鳥栖市出身の有名人
- 雪見山堅太夫（江戸時代の力士・大関、生没年不詳）
- 古賀逸策（電気通信工学者、1899年 - 1982年）
- 古賀雷四郎（政治家・北海道開発庁長官、1915年 - 2008年）
- 川崎徳次（元プロ野球選手、1921年 - 2006年）
- 古澤憲吾（映画監督、1919年 - 1997年）
- 権藤正利（元プロ野球選手）
- 原貢（アマチュア野球監督、読売ジャイアンツ監督原辰徳の父、同球団投手菅野智之の祖父、1935年 - 2014年）
- 権藤博（元プロ野球選手・監督）
- 久保敏文（元騎手、実業家）
- 久保哲朗（統計ジャーナリスト）
- 原尞（作家）
- 川原昭二（元プロ野球選手）
- 大石和三郎（気象学者）
- 園田英樹（脚本家・劇場版『ポケットモンスター』シリーズの脚本家として知られる）
- 孫正義（実業家・ソフトバンクグループ創業者）
- 古村至朗（福岡中央銀行頭取、元福岡銀行副頭取）
- 三浦恭資（自転車競技選手）
- 緒方茂生（元水泳選手）
- 緒方孝市（元プロ野球選手、広島東洋カープ監督）
- 吉田稔（元騎手・名古屋競馬場所属・実業家）
- 前間卓（元プロ野球選手）
- 松雪泰子（女優）
- YUNAH（歌手、松雪泰子の弟）
- 孫泰蔵（実業家）
- 小石龍臣（元サッカー選手）
- 野上翔（プロボクサー）
- KING（プロレスラー）
- 飛松誠（陸上競技選手）
- 岩橋勇二（騎手・ホッカイドウ競馬所属）
- 田中賢治（サッカー選手）
- 永江恭平（プロ野球選手）
- 吉松育美（ファッションモデル。2012年「ミス・インターナショナル」日本代表。同コンクール世界大会グランプリ）
- 木下晴香（ミュージカル女優）
- 深谷理紗（アイドル、QunQunメンバー）
- 佐々木精一郎（1968年メキシコシティーオリンピックマラソン日本代表）
- 小林優香（女子競輪選手）
- 大久保花梨（女子競輪選手）
- 小林肇（元大学教授・郷土史家）
- 川田将雅（JRA騎手）
- 岡部詩音（バレーボール選手）